# Дрозды (Минск)
Дрозды́ (бел. Дразды) — историческая местность в Минске, место расположения резиденции президента Белоруссии Александра Лукашенко и, на противоположном берегу Свислочи, элитного коттеджного посёлка.
В конце XIX века земли в этой местности скупил зажиточный крестьянин Павел Дрозд, предок историка Дмитрия Дрозда. Его семья построила там дома, которые сдавала дачникам до и после революции, пока в 1930 году не была раскулачена. Сперва дачи отдали пионерскому лагерю, затем они стали дачами НКВД, а после войны в них заселилась партийная номенклатура, в том числе Пётр Машеров. Во время войны в паре километров к востоку от дачного посёлка находился концлагерь «Дрозды». В 1976 году к западу от посёлка была возведена плотина на Свислочи, образовавшая водохранилище Дрозды. После распада СССР многие дачи были переданы иностранным послам. В 1998 году произошёл дипломатический конфликт, когда Лукашенко, недовольный нахождением у своей резиденции иностранной охраны, выгнал из Дроздов иностранных дипломатов. В середине 2000-х годов политической элите страны было предложено построить около резиденции Лукашенко свои коттеджи, к 2013 году было построено около 150 коттеджей. Поскольку пространство для новых участков закончилось, на землях бывшей деревни Веснинка на берегу водохранилища строят новый элитный посёлок для белорусских чиновников и знаменитостей, так называемые Дрозды-2, а жителей Веснинки принудительно выселяют.